# Фиат 850
Фиат 850 е градски автомобил, произвеждан от италианския производител Фиат в периода от 1961 до 1971.

## История
По време на икономическия бум в Италия през 60-те години, торинския гигант представя автомобил, който да създаде нова автомобилна ниша. Автомобилът се нарежда между Фиат 600 и Фиат 1100. Върху проекта работят главния инженер на Фиат – Данте Джакоса и Рудолф Хруска. Технически автомобилът е по-добре оборудван от по-малкия си брат Фиат 600.

## Фиат 850 купе
През 1968 елансирана на пазара спортната версия на модела. Базовият модел е с мощност от 52 конски сили и максимална скорост от 145 км/ч.
Автомобилът още е наричан малкото Ферари, изключително добре продаван и в САЩ. От модела са произведени около 140 000 екземпляра.

## Производстово извън Италия
Автомобилът е произвеждан по лиценз на Фиат от Пирин Фиат (България), Сеат (Испания)- Сеат 850 и Застава (Югославия) – Застава 850.